# آلیدا کلی
آلیدا کِـلی (ایتالیایی: Alida Chelli؛‏ تلفظ در ایتالیایی: [aˈliːda ˈkɛlli]؛ ‏ ۲۳ اکتبر ۱۹۴۳ – ۱۴ دسامبر ۲۰۱۲) خواننده و بازیگر اهل ایتالیا بود. نخستین موفقیت او زمانی به‌دست آمد که ترانهٔ آغازین فیلم حقایق قتل را اجرا کرد.
از فیلم‌های دیگری که وی در آن نقش داشته‌است، می‌توان به هالو و اسپاگتی در نیمه‌شب اشاره کرد.